# Universidade de Pequim
A Universidade de Pequim (chinês tradicional: 北京大學, chinês simplificado: 北京大学, pinyin: Běijīng Dàxué), coloquialmente denominada em chinês como Beida (北大, Běidà), foi fundada em 1898 e é a primeira universidade formalmente estabelecida na China e considerada uma das melhores e mais seletas universidades do país. O nome em inglês permaneceu como Peking University em vez de Beijing University. Aparentemente, isso se deve ao desejo de manter uma tradição que remonta a 1912 (ano em que a antiga Universidade Metropolitana criada pela Dinastia Qing ganhou seu nome actual). 

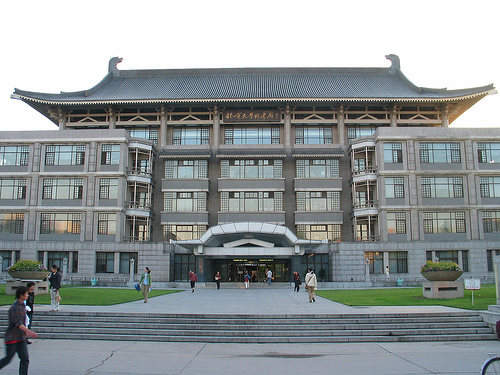
Biblioteca da Universidade de Pequim.